# Llei de Hotelling
La llei de Hotelling es va formular el 1929 en un intent d'explicar per què les botigues locals de les ciutats petites es trobaven, per regla general, en una proximitat notable. Es va concloure que la competència seguirà creixent fins que arriba a l'equilibri de Nash, és a dir, fins que les botigues es trobin una al costat de l'altra el punt mig del mateix carrer. Continuant desenvolupant aquestes idees, a la meitat del segle XX L'observació va ser feta per Harold Hotelling (1895–1973) en un article titulat "Stability in Competition", publicat a l'Economic Journal l'any 1929.
El fenomen oposat és la diferenciació de producte, que és de fet considerada un avantatge en el negoci si s'executa com és degut i la llei de Hotelling s'aprofita d'aquest fenomen oposat per ser més efectiva.

## Exemple
Suposi que hi ha dues botigues (A i B) competint al llarg d'un carrer que s'estén de nord a sud. Cada botiguer vol localitzar la seva botiga de la manera que maximitzi la seva quota de mercat (en el gràfic "x") aprofitant el major nombre de clients. (En aquest exemple, la botiga és considerada com a ella mateixa el 'producte' en si.) Els clients estan igualment distribuïts al llarg del carrer. Suposi, finalment, que cada client escollirà la botiga més propera.
Per a una sola botiga, la localització òptima és precisament al mig de la llargada del carrer. Pel botiguer, la localització de la botiga és indiferent, ja que estigui on estigui tots els consumidors aniran a comprar a aquesta, per defecte. Des del punt de vista d'una funció del benestar social que tracta de minimitzar la suma de les distàncies que les persones han de caminar, el punt òptim és al mig de la llargada total del carrer.

{\displaystyle \vert \overbrace {------------} ^{x}A\overbrace {------------} ^{x}\vert }
La llei de Hotelling prediu que un carrer amb dues o més botigues, farà que aquestes dues estiguin ubicades una al costat de l'altra al mateix punt mig de la llargada total del carrer. Cada botiga servirà a la meitat del mercat; una atraurà els consumidors del nord i l'altra els consumidors del sud.
{\displaystyle \vert \overbrace {------------} ^{x}AB\overbrace {-------------} ^{x}\vert }

Òbviament, seria més beneficiós socialment si les botigues estiguessin separades i mogudes a un quart de la distància total del carrer (per tant si la longitud total fos 1; una al primer quart (1/4) i l'altra a l'últim quart (3/4)) - cadascuna encara atrauria la meitat de la clientela (la meitat nord o sud) i els consumidors gaudirien d'un desplaçament més curt per a poder adquirir el producte o servei. 

{\displaystyle \vert \overbrace {------} ^{x}A\overbrace {------} ^{x}\overbrace {------} ^{x}B\overbrace {------} ^{x}\vert }

Tot i així, cap de les dues botigues estarà interessada a fer això independentment, ja que permetrà així a l'altra botiga traslladar-se i captar més del meitat del mercat.
{\displaystyle \vert \overbrace {------} ^{x}A\overbrace {-----} ^{x}\overbrace {-----} ^{x}B\overbrace {---------} ^{x}\vert }

El carrer és una metàfora de la diferenciació d'un producte; en el cas específic d'un carrer, les botigues es diferenciaran entre elles mitjançant la localització. L'exemple pot ser generalitzat per tots els tipus de diferencició horitzontal de productes en qualsevol característica del producte, com la dolçor, el color o la mida. El cas anterior en què les dues botigues estan una al costat de l'altra es tradueix en productes que són idèntics entre si. Aquest fenomen està present en molts mercats, especialment en aquells que estan compostos principalment per productes bàsics, i resulta en la reducció de la varietat per al consumidor.
Cal assenyalar que el model original assumeix que cada consumidor al llarg del carrer consumirà un mínim de quantitat de béns venuts a les botigues, i que el preu d'aquests béns està fixat per una autoritat externa. Quan aquests supòsits no es compleixen, les empreses tenen incentius per diferenciar els seus productes. Quan no totes les persones al llarg del carrer, o al llarg de la gamma de possibles diferents posicions de productes a la botiga, consumeixen un nombre mínim de béns, les empreses poden posicionar els seus productes a seccions on els consumidors surten (de la botiga) per maximitzar els beneficis; això voldrà dir sovint que les empreses es posicionaran a diferents seccions dels carrer, ocupant nínxols de mercat. Quan els preus no estan fixats, les empreses poden modificar els seus preus per competir per clients; en aquests casos és en el millor interès de l'empresa el diferenciar-se amb l'altra i situar-se el més lluny possible, per tal que hi hagi menys competència entre aquestes.

## Aplicació
Les empreses, de fet, segueixen la diferenciació de producte com també la llei de Hotelling, encara que pugui semblar el contrari. Prenguem per exemple, JetBlue. La companyia aèria que el mercat de baix cost defineix com un revolucionari tipus de línia aèria - passatges aeris més barats, els avions més agradables, millors localitzacions. A mesura que JetBlue intenta diferenciar els seus productes dels seus competidors, també adopta similars horaris de vol i servei similar que altres companyies.
Una extensió del principi a altres entorns d'elecció racional com els "mercats" d'elecció, poden explicar la queixa comú que, per exemple, afirma els candidats a les presidencials dels dos partits polítics d'Amèrica són "pràcticament els mateixos". Una vegada que es confirma cada un dels candidats durant les eleccions primàries, que generalment s'estableixen dins dels seus propis campaments partidistes. La resta de l'electorat indecís resideix en el centre de l'espectre polític, i hi ha una tendència a que els candidats a la "carrera pel centre", per tal d'apel·lar a aquest important bloc. Igual que l'exemple paradigmàtic, se suposa que la gent triï l'opció menys llunyana, (en aquest cas, la distància és ideològica) i que la majoria dels vots poden estar directament al centre.
Tanmateix, la llei d'Hotelling proporciona l'equilibri de preus exclusivament si les empreses es troben dins d'un cert rang en l'espai lineal on respecten la condició de compartició de mercat. Per tant, la limitació dels preus no es pot garantir per totes les ubicacions possibles dels actors no cooperants, conduint a la violació d'aquesta condició de compartició de mercat. En particular, si els jugadors adjacents es col·loquen molt a prop del centre, el preu d'equilibri obtingut per aquesta llei podria vulnerar la compartició de mercat. D'aquesta manera, les utilitats d'aquests jugadors es van reduint fins a arribar a zero, obligant-los a abandonar el mercat. Per tant, els jugadors expulsats han de canviar la seva estratègia de preus per mantenir-se al mercat competitiu seguint les estratègies dels jugadors dominants

### La llei Hotelling aplicada en recursos no renovables
La llei Hotelling ofereix una base ferma per entendre la gestió dels recursos no renovables des d'una perspectiva teòrica, ja que pel que ens explica la llei, al igualar els preus i localitzar empreses que produeixen productes similars poden maximitzar els beneficis. No obstant això, en la pràctica, la seva aplicació pot ser limitada per factors externs com els costos socials o la influència que pot arribar a tenir les polítiques ambientals. Caldria adoptar un enfocament flexible per entendre com s'exploten els recursos no renovables en un món economic i ambiental dinàmic

## Referenciat
- Equilibri de Nash